# Tanimuca-retuarã
El tanimuca-retuarã (Wejeñememajã oka y Ũp̵airã oka) és una llengua ameríndia que pertanyia al grup oriental de la família de les llengües tucanes. És parlada a l'Amazònia, al sud-est de Colòmbia al llarg dels rius Guacayá, Mirití, Oiyaka, Popeyaca i Apaporis per uns 300 tanimuca i 200 letuama, considerats com a grups ètnics distints.

## Fonologia

### Vocals
|         | Anterior | Central | Posterior |
| ------- | -------- | ------- | --------- |
| Tancada | i i      |         | u u       |
| Mitjana | e e      |         | o o       |
| Oberta  |          | a a     |           |

### Consonants
|            |            | Bilabial | Dental | Palatal | Velar | Glotal |
| ---------- | ---------- | -------- | ------ | ------- | ----- | ------ |
| Oclusives  | Sordes     | ᵽ p/f    | t t    |         | k k   | ʔ ʔ    |
| Oclusives  | Sonores    | b b      | d d    | j dʲ    |       |        |
| Fricatives | Fricatives |          | s s    |         |       | h h    |
| Líquides   | Líquides   |          | r r    |         |       |        |
| Semivocals | Semivocals | w w      |        |         |       |        |